# Booker (Modelagentur)
Als Booker in einer Modelagentur bezeichnet man die Mitarbeiter, die mit der Organisation verschiedener Tätigkeitsfelder betraut sind.
Booker sorgen dafür, dass beispielsweise die Termine von Models mit Fotografen, Produktionsteams, Kunden und allen beteiligten Medien geplant werden und reibungslos ablaufen. Weiterhin erstellt, bearbeitet und verwaltet ein Booker die Sedcards von Models, vermittelt sie an potentielle Kunden und organisiert Go&Sees. Zur Bewältigung dieser Aufgaben nutzen Booker oftmals speziell auf die Modelbranche abgestimmte Software.
Weiterhin agiert der Booker oft als erster Ansprechpartner für die Models, was soziale Kompetenz von ihm verlangt. Es gibt weder einen Studiengang noch eine Ausbildung, die auf den Beruf vorbereiten. Der Einstieg in die Branche geschieht zumeist über ein Praktikum in einer Modelagentur.